# Безплатний номер
Безплатний виклик (англ. toll free) або номер 0800 — послуга оператора телефонного зв'язку, при якій виклики на спеціальний телефонний номер (як правило, використовується негеографічний телефонний код 0800) оплачуються абонентом що викликається.

## Переваги
- зручність: єдиний безплатний номер в межах всієї країни для всіх регіональних підрозділів
- доступність: здійснювати дзвінки можна з усіх телефонних номерів будь-яких мереж (якщо не встановлені індивідуальні обмеження на здійснення міжміських дзвінків)
- гнучкість: можна встановити індивідуальний графік роботи телефонної лінії, а за необхідності навіть цілодобовий
- економічність: всі дзвінки на такий номер для партнерів чи клієнтів будуть безплатними, а отже, вони телефонуватимуть з більшим бажанням і частіше[1]

Використання такого номера може бути виправдане для абонента, що викликається, якщо:
- Абонент окремо оплачує послуги, що надаються абонентом, наприклад, при дзвінках в службу техпідтримки;
- За допомогою безплатних дзвінків відбуваються продажі;
- Безплатна післяпродажна підтримка підвищує ступінь задоволення запитів споживачів.

Безплатні номери можуть використовуватися для короткочасних телеголосувань. У цьому випадку послуги оплачуються організатором голосування.

## В Україні
Номер 0-800-31-ХХХХ — це телефонна лінія для прийому дзвінків насамперед зі стаціонарних телефонів, оскільки оплата наданих послуг здійснюється не ініціатором, а отримувачем виклику.
Дзвінки на номери з кодом 0 800 3ХХ ХХХ є безплатними з усіх номерів фіксованих та мобільних мереж операторів зв'язку України.